# Église Saint-Constantin-et-Sainte-Hélène de Koceljeva
Pour les articles homonymes, voir Église Saint-Constantin-et-Sainte-Hélène.
L'église Saint-Constantin-et-Sainte-Hélène de Koceljeva (en serbe cyrillique : Црква Светог цара Константина и царице Јелене у Коцељеви ; en serbe latin : Crkva Svetog cara Konstantina i carice Jelene u Koceljevi) est une église orthodoxe serbe serbe située à Koceljeva et dans le district de Mačva en Serbie. Elle est inscrite sur la liste des monuments culturels protégés de la république de Serbie (no SK 1472),,,.

## Présentation
L'église, construite de 1868 à 1870, a été plusieurs fois endommagée. Pendant la Première Guerre mondiale, elle a été pillée, transformée en prison puis a servi d'entrepôt ; restaurée en 1932, elle a de nouveau servi de prison et d'entrepôt pendant la Seconde Guerre mondiale.
Construite en briques, elle est constituée d'une nef unique dotée d'une voûte en berceau ; les murs et la voûte sont renforcés par trois paires de pilastres soutenant les arcs. L'intérieur est subdivisé en quatre parties : le narthex surmonté d'une galerie, la nef, la zone de l'autel et le chœur ; l'abside du chœur prend une forme demi-circulaire à l'extérieur. La décoration des façades est relativement modeste : deux corniches courent le long du toit ; les ouvertures sont surmontées d'arcades en stuc. La façade occidentale est dominée par un haut clocher en cuivre formé d'un bulbe aplati, d'une lanterne et d'une croix ; le portail d'entrée est surmonté d'une fenêtre allongée et est encadré par deux niches peu profondes de même dimension que la fenêtre ; dans les niches se trouvent deux peintures dont l'une représente saint Nicolas et l'autre saint Jean-Baptiste. Les façades sont enduites de plâtre et peintes en blanc. Le toit, quant à lui, est recouvert de tuiles.

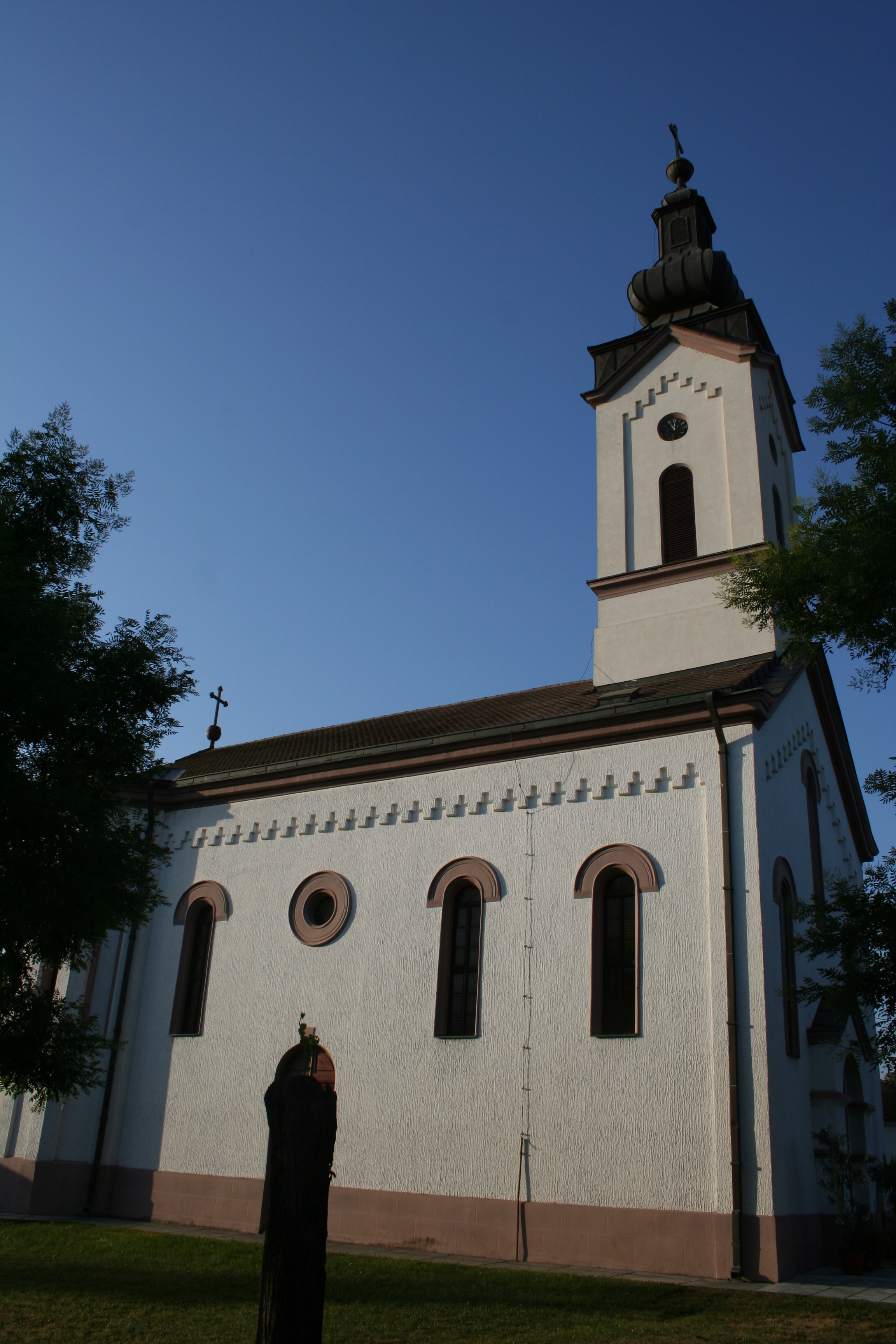
Détail d'une façade.

À l'intérieur se trouve une iconostase peinte par quatre artistes différents ; le seul qui soit identifié est Nikola Marković qui a travaillé sur elle en 1871.

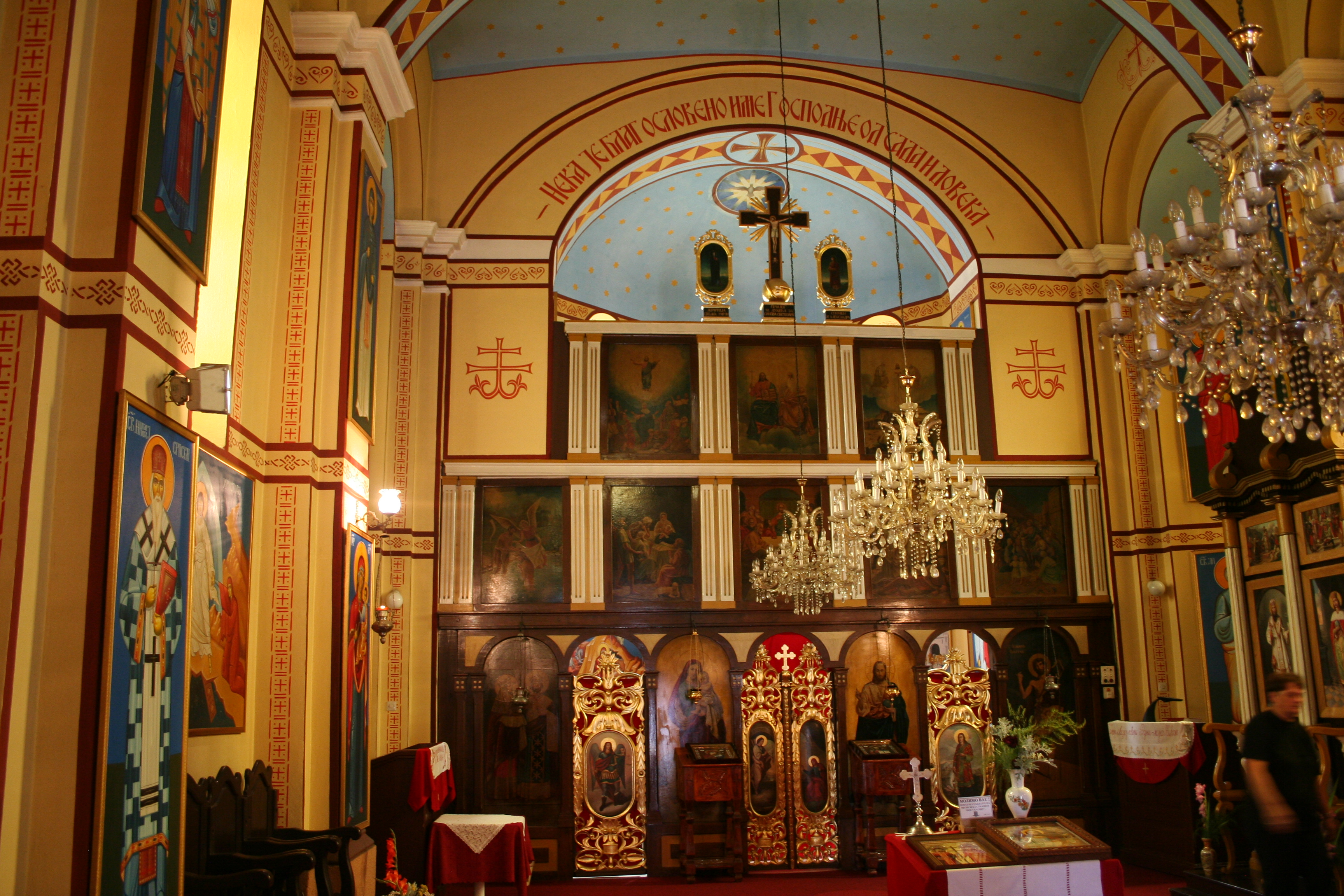
L'iconostase de l'église.
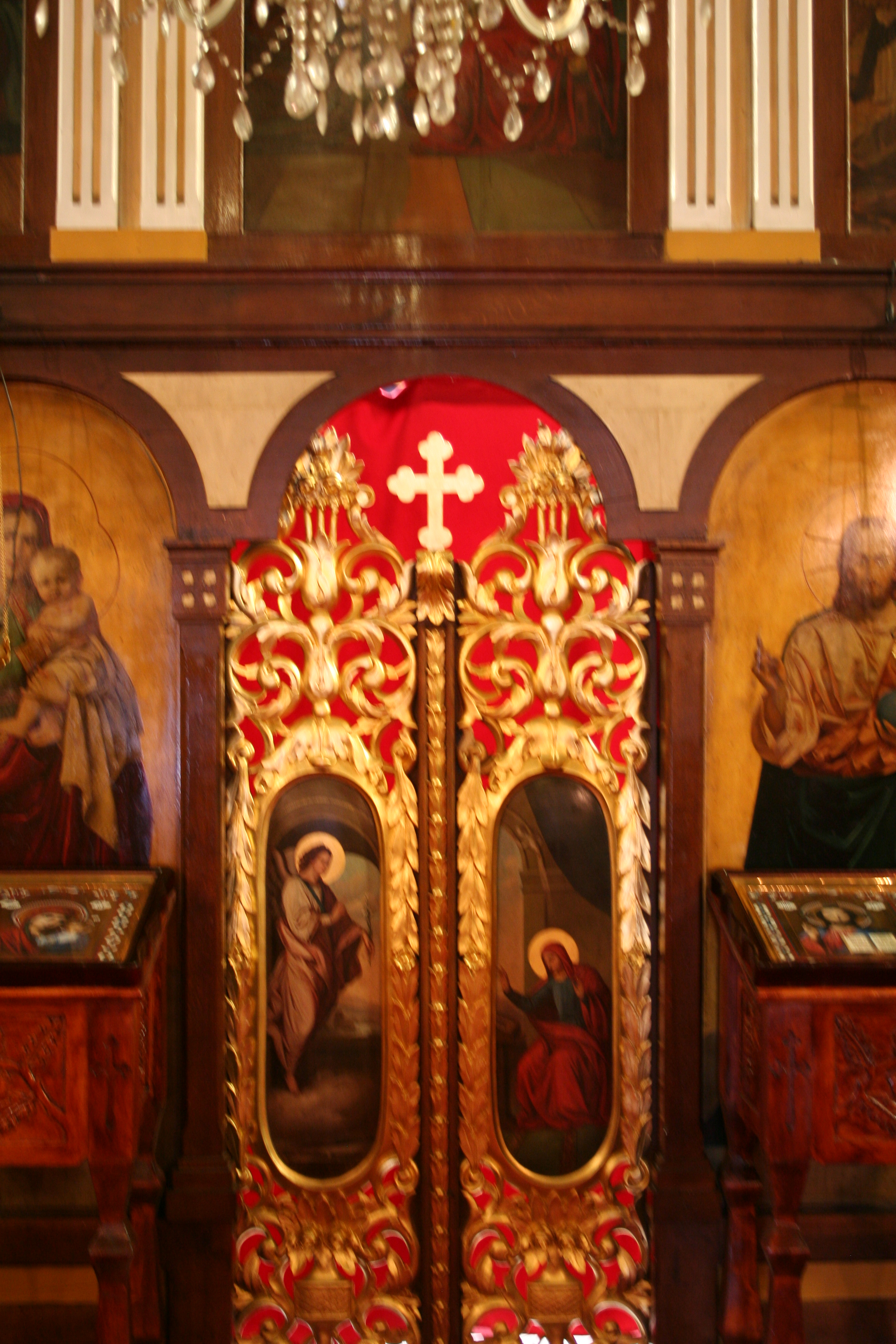
Détail des « portes royales ».
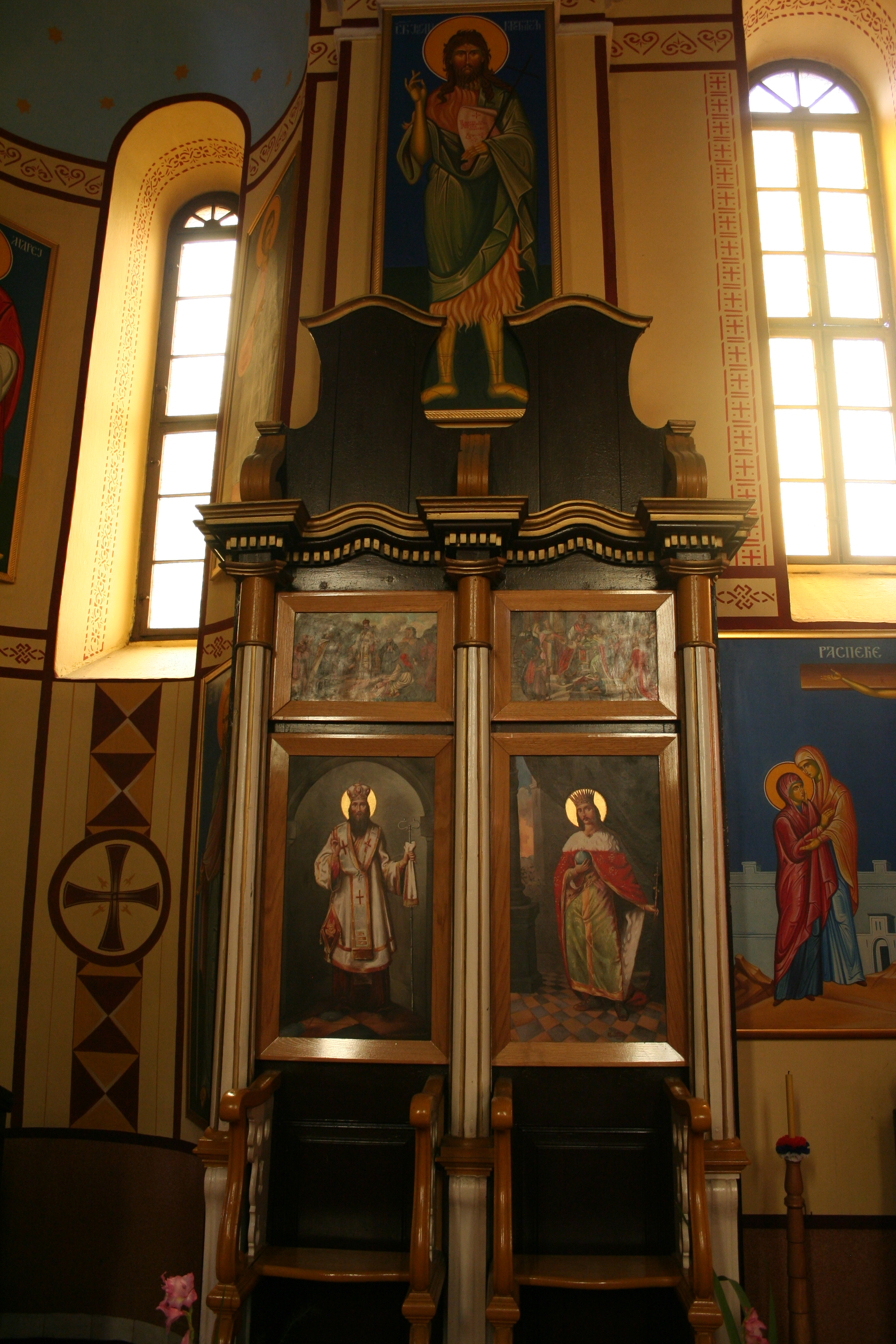
Deux trônes et leurs icônes.